# Escamol
Escamol là ấu trùng của loài kiến trong chi Liometopum, được thu hoạch từ rễ của cây agave (dùng để nấu rượu tequila) hoặc cây maguey (mezcal) ở México. Trong một số dạng ẩm thực México, người ta xem escamol là món ăn quý và đôi khi chúng được gọi là "trứng cá hồi côn trùng". Escamol có vị bơ nhưng đậm đà hơn.

## Hình ảnh

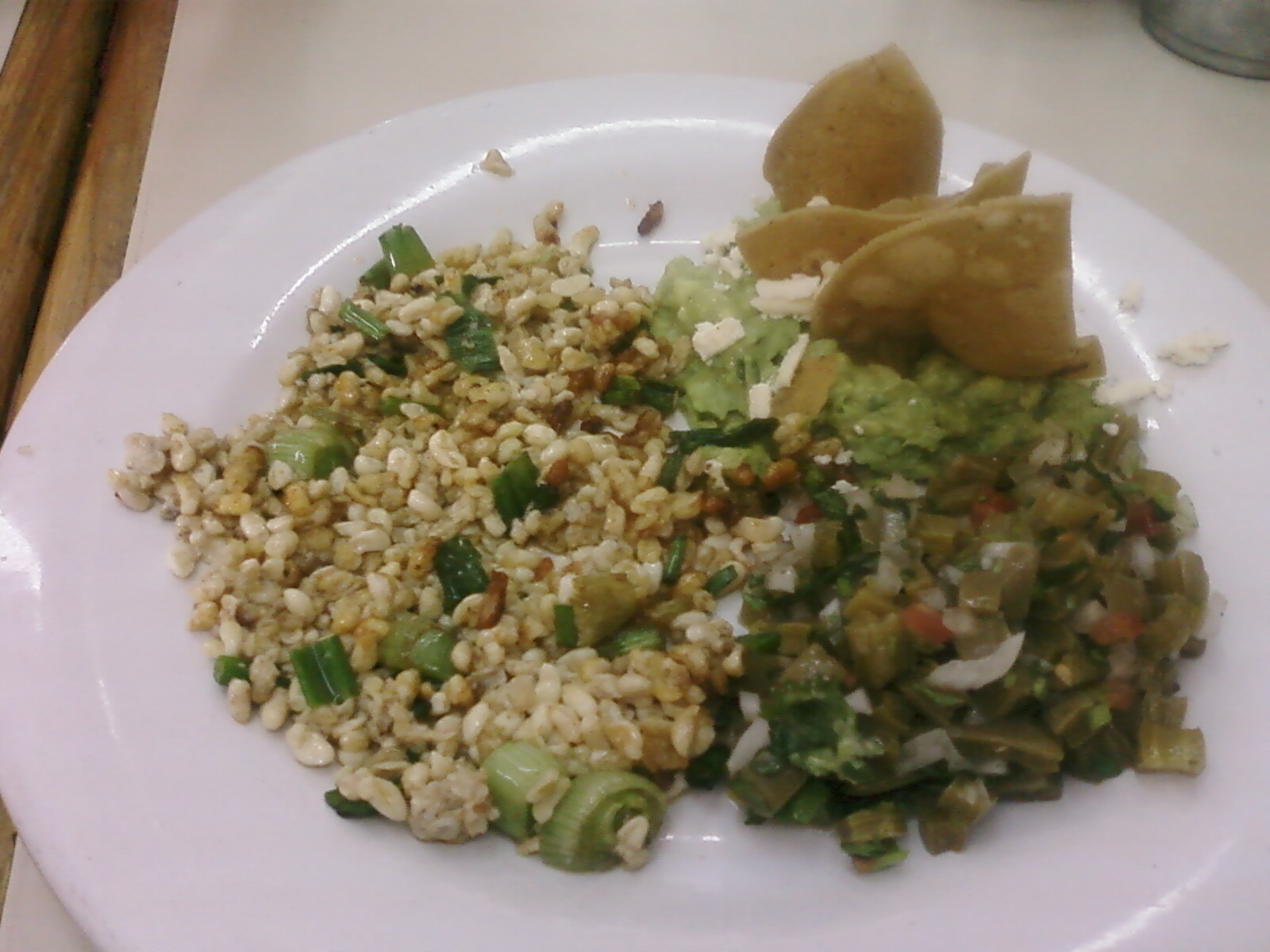
Escamol trên bơ
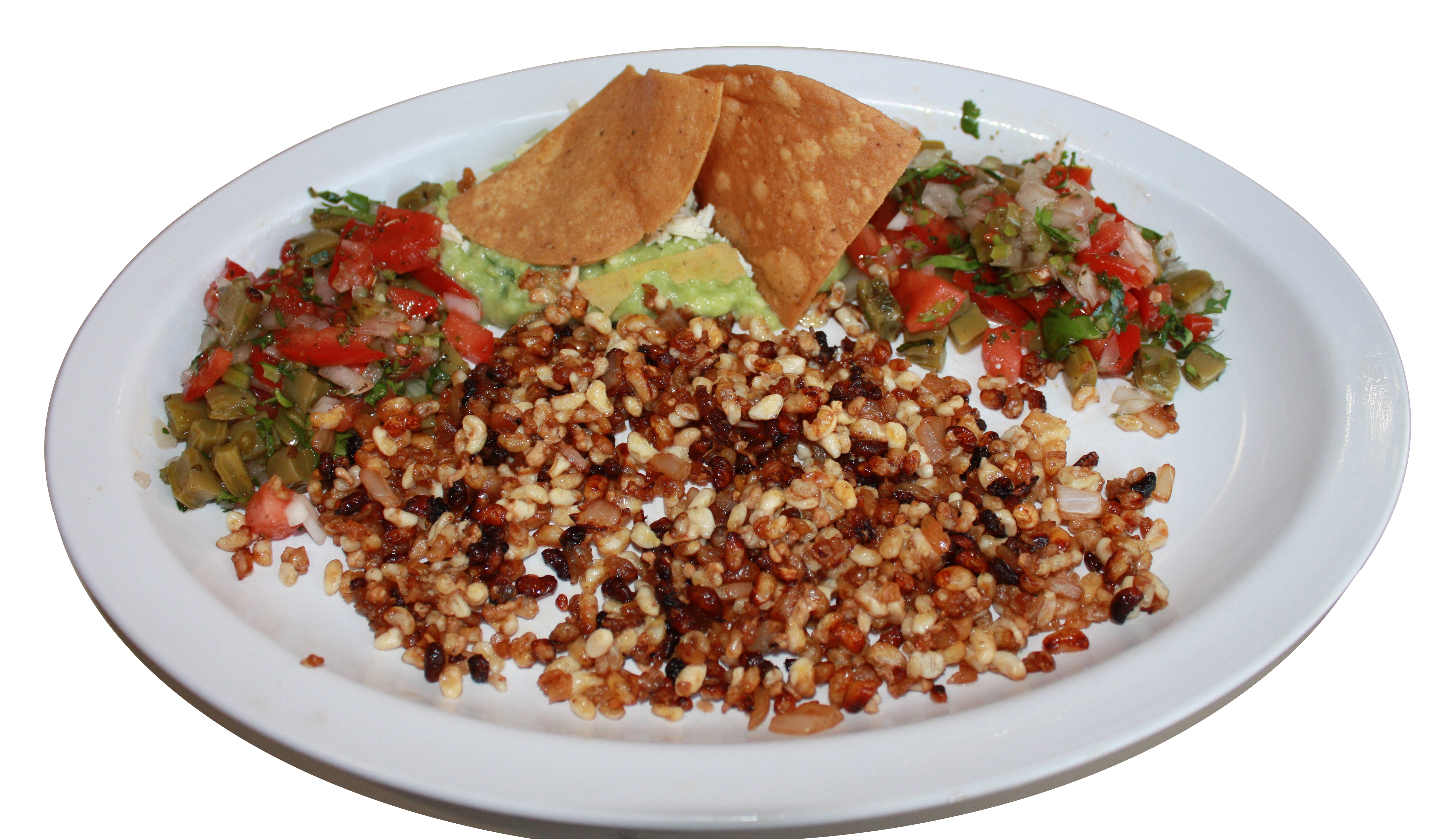